# Henri Malosse

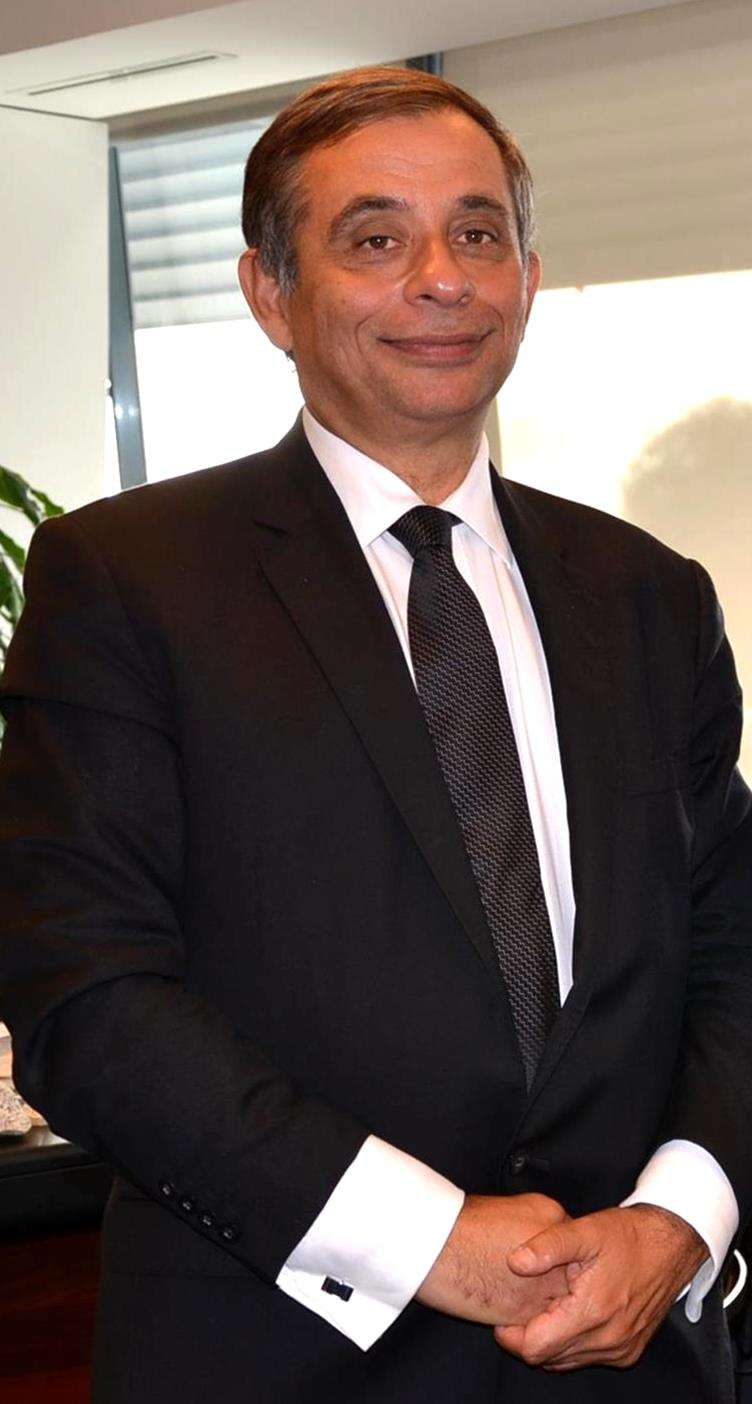
Henri Malosse

Henri Malosse (* 6. Oktober 1954 in Montpellier, Frankreich) ist ein französischer Wirtschaftsvertreter und der 30. Präsident des Europäischen Wirtschafts- und Sozialausschusses (EWSA) (April 2013 – Oktober 2015).

## Leben
Henri Malosse wurde als Kind korsischer Eltern geboren.
Mit 16 Jahren begann er die Kulturen Osteuropas zu erkunden. Er spricht Französisch, Polnisch, Russisch und Deutsch. Im Jahr 1976 traf er Lech Wałęsa in Danzig.
Im gleichen Jahr graduierte er am Institut d’études politiques de Paris.
Er arbeitet an den Europäischen Richtlinien für KMUs mit, welche die Erschaffung des Euro Info Centres inspirierten. Weiterhin arbeitete er an der Etablierung einer Delegation der Versammlung der Französischen Industrie- und Handelskammern zur Europäischen Union und wurde sechs Jahre später deren Präsident. An der Entwicklung der Europäischen Vereinigung der Kleinen und Mittelständischen Unternehmen im Europäischen Parlament arbeitet er ebenfalls mit.
1993 entwickelte er den DESS-postgraduierten Kurs in Strasbourg mit dem Namen European Public Policies.
Seit 1995 ist er Mitglied im Europäischen Wirtschafts- und Sozialausschusses (EWSA), einem Nebenorgan der Europäischen Union. Im April 2013 wurde er zu dessen 30. Präsidenten gewählt. Rudy Aernoudt wurde sein Kabinettschef.
Malosse ist Autor von über 50 Reports, eingeschlossen seine Kritik an der Bolkestein-Richtlinie und verschiedener Bücher.
Am 31. März 2014, während eines Besuchs von Xi Jinping in Brüssel, nahm er an einer Demonstration für die Einhaltung der Menschenrechte in China teil.
Am 10. Oktober 2014 besuchte er den 14. Dalai Lama, Tendzin Gyatsho, in Dharamsala. Im Anschluss an den Besuch forderten die MdEPs Marine Le Pen und Philip Claeys in einem Resolutionsentwurf die Auflösung des EWSA.
Malosse gehört zu den 89 Personen aus der Europäischen Union, gegen die Russland – wie Ende Mai 2015 bekannt wurde – ein Einreiseverbot verhängt hat.

## Auszeichnungen
Am 15. Oktober 2014 wurde ihm der Orden der Ehrenlegion vom ehemaligen Präsidenten Frankreichs, Valéry Giscard d’Estaing, in Brüssel verliehen. Ferner ist er Träger des Ordre national du Mérite.

## Schriften
- mit Frederic Fappani von Lothringen: L'Europe c'est quoi pour toi ? Ed. Harmattan, Paris 2019, ISBN 978-2-343-16128-0.
- mit Laure Limousin: La construction européenne : histoires et avenir d'une Europe des peuples (dt. Europe Aufbauen: Die Geschichte und Zukunft von einem Europa der Menschen). L'Harmattan, Paris 2012, ISBN 978-2-296-96107-4.
- mit Bruno Vever: Il faut sauver le citoyen européen : un „plan C“ pour rendre l'Europe aux citoyens (dt. Wir müssen die europäischen Bürger retten! – Ein „Plan C“ für europäische Bürger). Bruylant, Brüssel 2010, ISBN 978-2-8027-2814-6.
- mit Pascal Fontaine: L'Europe de A à Z (dt. Europa von A bis Z). Bruylant, Brüssel 2006, ISBN 2-8027-2322-7.
- mit Bernard Huchet: Unifier la Grande Europe (dt. Das große Europa vereinheitlichen). Bruylant, Paris 2001, ISBN 2-8027-1529-1.
- mit Pascal Fontaine: Les institutions européennes (dt. Die europäischen Institutionen). Retz, Paris 1992, ISBN 2-7256-1496-1.
- L'Europe à votre porte: les instruments de financement et de cooperation (dt. Europa vor unseren Türen: Instrumente der Finanzierung und Zusammenarbeit). Centre français du commerce extérieur, Paris 1991, ISBN 2-279-61809-5.
- mit Édith Cresson: L'Europe à votre porte : manuel pratique sur les actions de la CEE intéressant les opérateurs économiques (dt. Europa an unserer Türschwelle: Praxishandbuch der Handlungen des EEC bezüglich der ökonomischer Akteure). Centre français du commerce extérieur, Paris 1989, ISBN 2-279-64004-X.